# Pycnocephalus metallicus
Pycnocephalus metallicus is een keversoort uit de familie Cybocephalidae. De wetenschappelijke naam van de soort is voor het eerst geldig gepubliceerd in 1891 door Sharp.